# Alexandre Brioullov
Alexandre Pavlovitch Brioullov (en russe : Алекса́ндр Па́влович Брюлло́в), né le 29 novembre 1798 (10 décembre dans le calendrier grégorien) à Saint-Pétersbourg et mort le 9 janvier 1877 (21 janvier dans le calendrier grégorien) dans cette même ville, est un peintre et architecte russe, fils de Pavel Brioullo et frère de Karl Brioullov, professeur à l'académie impériale des beaux-arts.
Il a étudié les ruines des villes anciennes et notamment celles de Pompeï qu'il a visité en 1824 qui lui ont fait grande impression. 

## Constructions
- 1830-1840 : Décoration des intérieurs du Palais d'Hiver après l'incendie de 1837.
- 1833-1837 : Église Saint-Pierre-et-Saint-Paul de Saint-Pétersbourg

## Galerie photographique

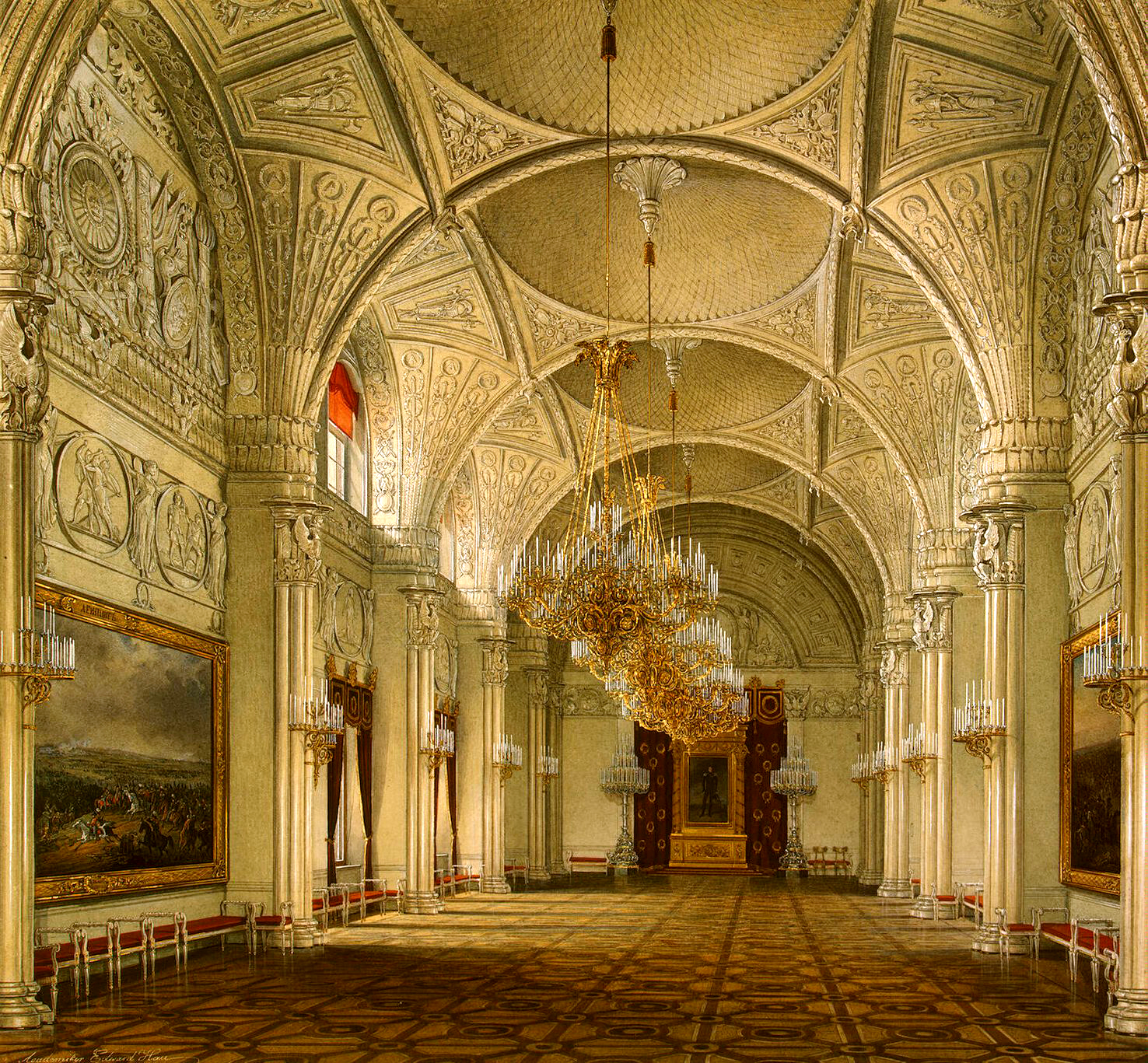
Tableau d'Eduard Hau, intérieurs du Palais d'Hiver après l'incendie de 1837, The Alexander Hall. 1861